# جاومرغ عليا (مقاطعة غيلانغرب)
جاومرغ عليا (بالفارسية: ژاومرگ علیا) هي قرية تقع في كرمانشاه في إيران. يقدر عدد سكانها بـ 190 نسمة بحسب إحصاء 2016.